# トゥアプセ
座標: 北緯44度06分 東経39度04分 / 北緯44.100度 東経39.067度

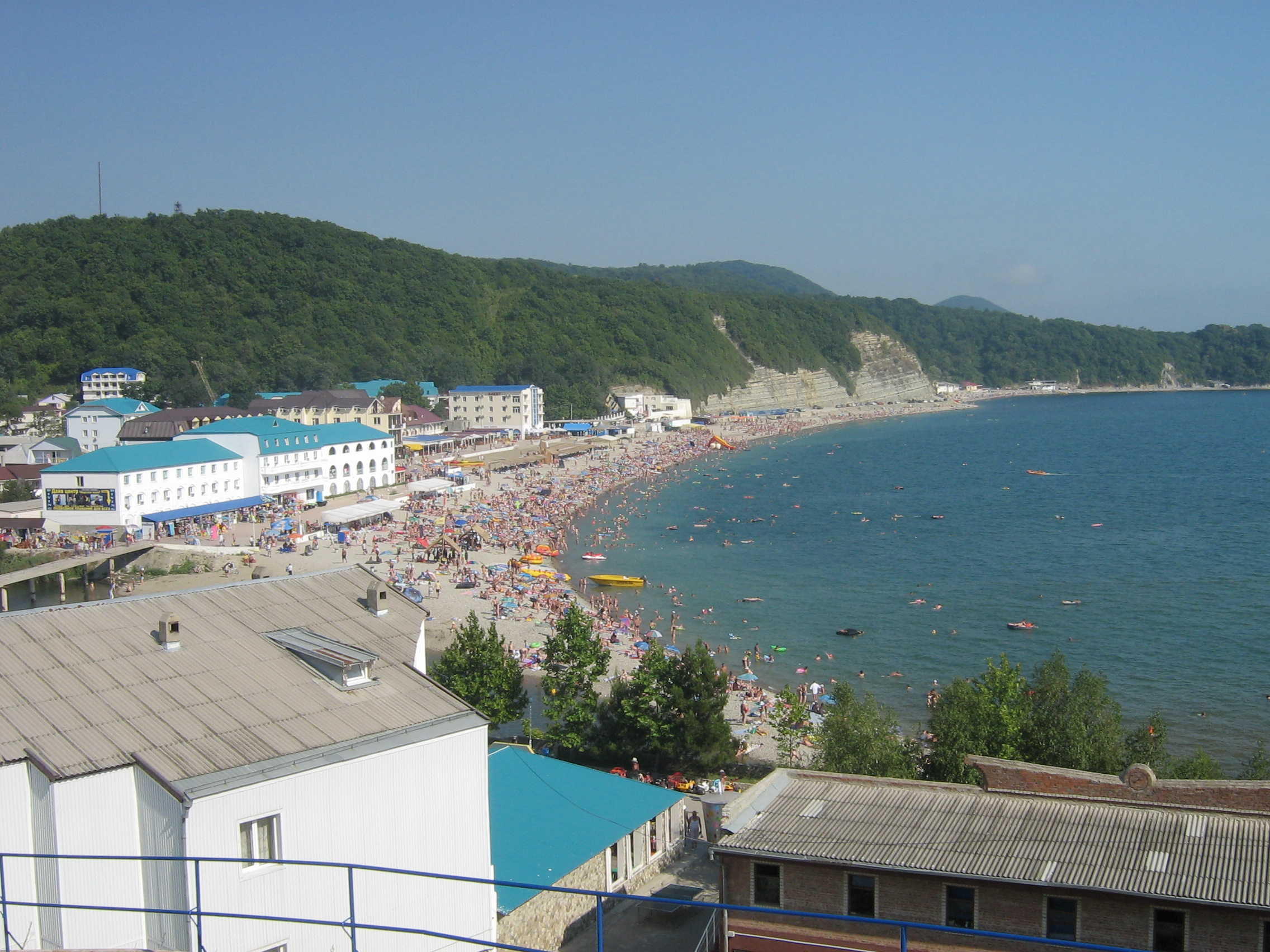
海岸

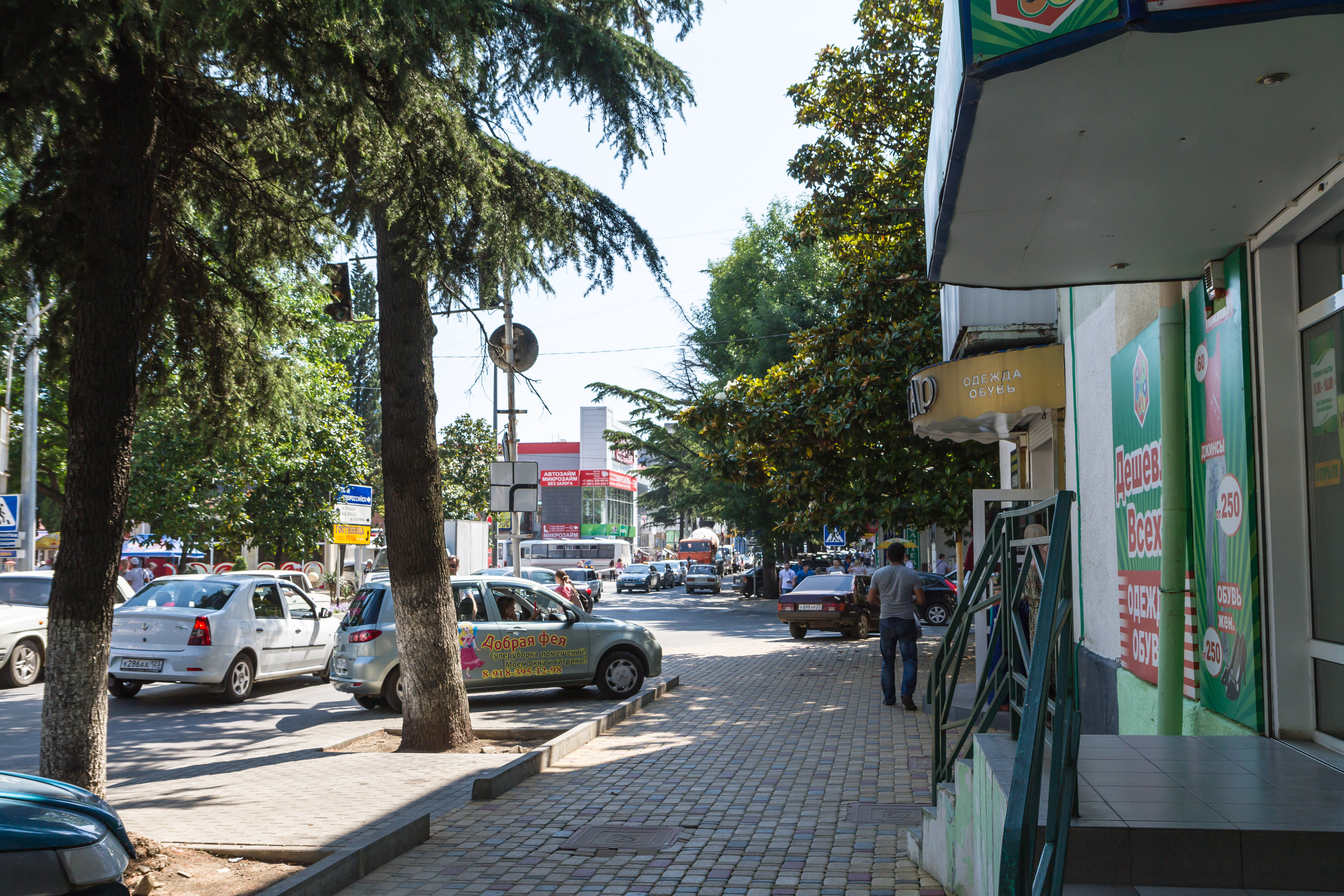
街の風景

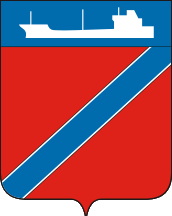
トゥアプセの紋章

トゥアプセ（ロシア語: Туапсе́; アディゲ語: ТIуапсэ; Tuapse）はロシア連邦の南部、クラスノダール地方にある都市。黒海の北東岸にある港湾・リゾート都市で、北のゲレンジークから南のソチに至る黒海リゾート地帯に位置する。トゥアプシンスキー地区の行政中心地である。人口は6万1571人（2021年）。
古代ギリシアの文献では、この地はトプシダ（Topsida）と呼ばれていた。トゥアプセは現代でも、北カフカスに住むアディゲ人の一支族・シャプスグ人（Shapsugs）の中心地のひとつであり、アディゲ語の方言を母語とする話者が1万人ほどトゥアプセ周辺に住む。トゥアプセという地名自体がアディゲ語に由来する（tʷʼa.psə、「2つの水」）。ロシア帝国の北カフカス侵入以前はチェルケス人（シャプスグ人、カバルド人など）が住むチェルケシア（Circassia、Cherkessia）の一部となっていたが、アレクサンドル1世（在位1801年-1825年）の時代にロシアに併合された。
現在のトゥアプセにつながる集落の誕生は、1838年に築かれたロシア軍の要塞ヴェリャミノフスコエ（Velyaminovskoye）に遡る。その翌年、シャプスグ人がこの地を奪還したが、ロシア軍は要塞を元通りに再建した。クリミア戦争の時期にはオスマン帝国軍が要塞を陥落させ、2年間（1857年から1859年）占領している。1875年]から1897年までは、ヴェリャミノフスキー・ポサド（Velyaminovsky Posad）と呼ばれる村だったが、1916年に市に昇格した。
ソビエト連邦時代にはトゥアプセは原油備蓄基地・積み出し港として開発された。1928年にはマイコープおよびグロズヌイからの石油パイプラインが運転を開始し、同時期に石油精製施設も稼働した。第二次世界大戦の際にはナチスドイツが石油を産するカフカスへの攻勢を行い、トゥアプセの石油施設を占領しようとして街に大きな被害を与えた。
かつての全ロシア・ソビエト連邦社会主義共和国ピオネールキャンプ場は、現在ではロシア児童センター・オリョーノクとなっている。ロシアのチェス選手ウラジーミル・クラムニクはトゥアプセ出身である。

## 気候
| トゥアプセの気候             | トゥアプセの気候 | トゥアプセの気候 | トゥアプセの気候 | トゥアプセの気候 | トゥアプセの気候 | トゥアプセの気候 | トゥアプセの気候 | トゥアプセの気候 | トゥアプセの気候 | トゥアプセの気候 | トゥアプセの気候 | トゥアプセの気候 | トゥアプセの気候 |
| 月                           | 1月              | 2月              | 3月              | 4月              | 5月              | 6月              | 7月              | 8月              | 9月              | 10月             | 11月             | 12月             | 年               |
| ---------------------------- | ---------------- | ---------------- | ---------------- | ---------------- | ---------------- | ---------------- | ---------------- | ---------------- | ---------------- | ---------------- | ---------------- | ---------------- | ---------------- |
| 最高気温記録 °C （°F）       | 18.6 (65.5)      | 21.0 (69.8)      | 26.5 (79.7)      | 28.7 (83.7)      | 35.4 (95.7)      | 36.1 (97)        | 39.7 (103.5)     | 37.8 (100)       | 36.6 (97.9)      | 35.1 (95.2)      | 25.5 (77.9)      | 21.2 (70.2)      | 39.7 (103.5)     |
| 平均最高気温 °C （°F）       | 8.4 (47.1)       | 8.9 (48)         | 11.8 (53.2)      | 16.6 (61.9)      | 21.3 (70.3)      | 25.3 (77.5)      | 28.7 (83.7)      | 29.3 (84.7)      | 25.3 (77.5)      | 20.2 (68.4)      | 14.4 (57.9)      | 10.3 (50.5)      | 18.4 (65.1)      |
| 日平均気温 °C （°F）         | 5.5 (41.9)       | 5.6 (42.1)       | 8.3 (46.9)       | 12.8 (55)        | 17.1 (62.8)      | 21.2 (70.2)      | 24.3 (75.7)      | 24.7 (76.5)      | 20.7 (69.3)      | 15.9 (60.6)      | 10.8 (51.4)      | 7.3 (45.1)       | 14.5 (58.1)      |
| 平均最低気温 °C （°F）       | 2.7 (36.9)       | 2.4 (36.3)       | 4.8 (40.6)       | 8.9 (48)         | 12.9 (55.2)      | 17.0 (62.6)      | 20.0 (68)        | 20.0 (68)        | 16.0 (60.8)      | 11.5 (52.7)      | 7.2 (45)         | 4.2 (39.6)       | 10.6 (51.1)      |
| 最低気温記録 °C （°F）       | −16.8 (1.8)      | −13.3 (8.1)      | −8.0 (17.6)      | −4.2 (24.4)      | 2.3 (36.1)       | 8.8 (47.8)       | 12.6 (54.7)      | 10.2 (50.4)      | 6.6 (43.9)       | −0.1 (31.8)      | −9.1 (15.6)      | −11.8 (10.8)     | −16.8 (1.8)      |
| 降水量 mm （inch）           | 161.1 (6.343)    | 120.6 (4.748)    | 107.8 (4.244)    | 92.6 (3.646)     | 93.4 (3.677)     | 88.3 (3.476)     | 90.0 (3.543)     | 95.6 (3.764)     | 121.6 (4.787)    | 123.8 (4.874)    | 158.6 (6.244)    | 174.7 (6.878)    | 1,428.1 (56.224) |
| 出典：Туапсе погода и климат |                  |                  |                  |                  |                  |                  |                  |                  |                  |                  |                  |                  |                  |